# Lateinisches Patriarchat von Alexandria

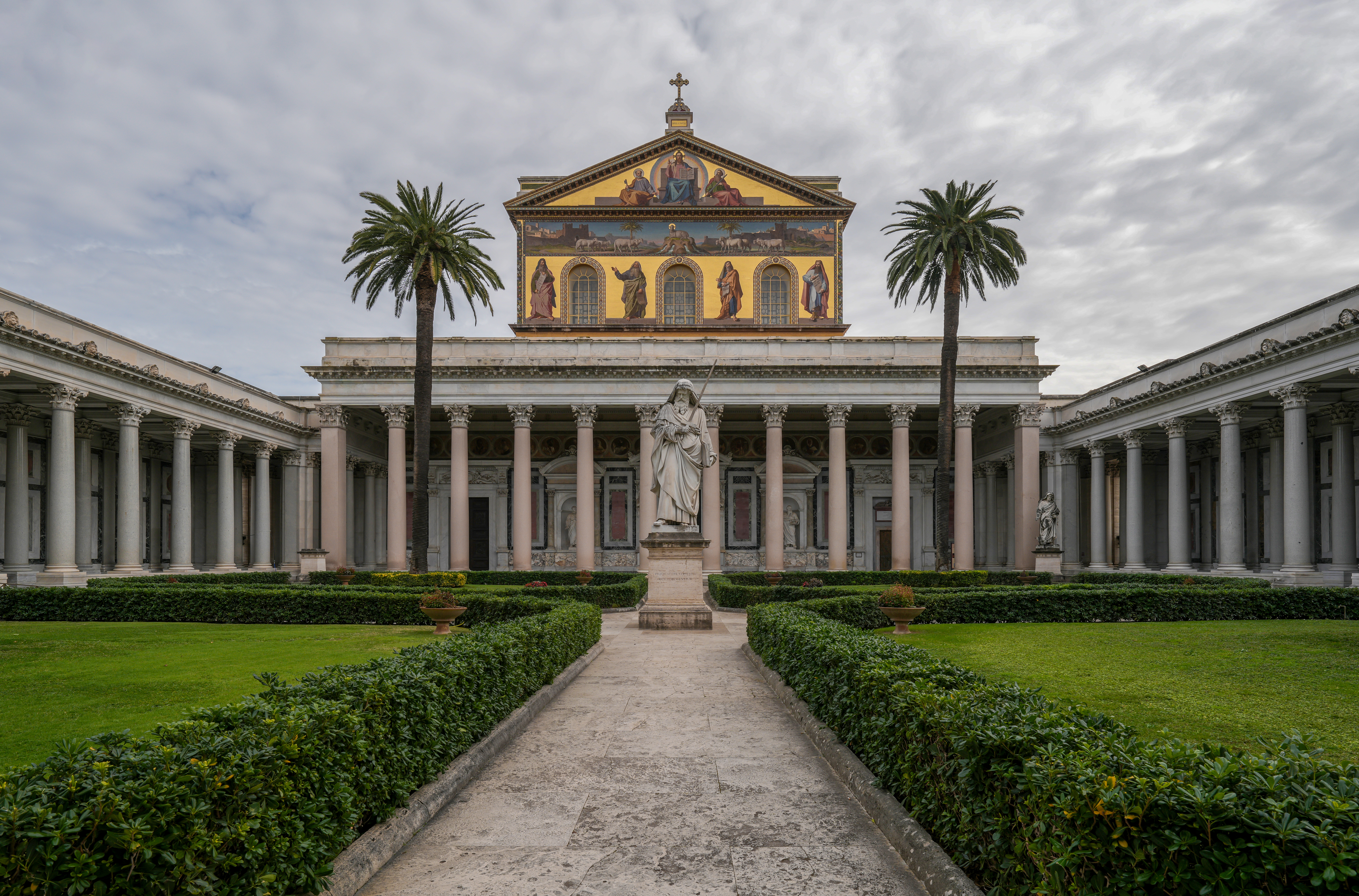
Patriarchatssitz des Lateinischen Patriarchen von Alexandria in Rom war Sankt Paul vor den Mauern

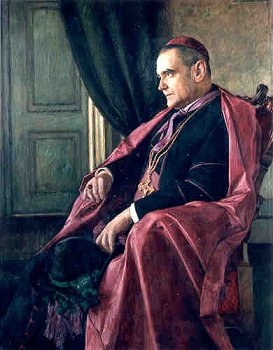
Paul Graf Huyn, Lateinischer Patriarch von Alexandria 1921–1946

Das Lateinische Patriarchat von Alexandria wurde 1215 unter Papst Innozenz III. als Titularpatriarchat eingerichtet. Die ihm zugeordnete Patriarchalbasilika in Rom ist Sankt Paul vor den Mauern. Der Titel Patriarch von Alexandria symbolisierte den Anspruch der Römisch-Katholischen Kirche auf diesen traditionellen Patriarchatssitz des Ostens. Die Titel der Lateinischen Patriarchen wurden mit Ausnahme des Lateinischen Patriarchen von Jerusalem 1964 im Zuge des II. Vatikanischen Konzils und auf der Basis einer zwischen Papst Paul VI. und dem orthodoxen Patriarchen von Konstantinopel Athinagoras getroffenen Übereinkunft abgeschafft. Seit 1954 ist das Lateinische Titularpatriarchat von Alexandria nicht mehr besetzt worden.

## Lateinische Patriarchen von Alexandria
Die folgenden Personen standen an der Spitze des Lateinischen Patriarchats von Alexandria der Römisch-Katholischen Kirche:
- eingerichtet 1215
- Athanasius Clermont (ca. 1219–?)
- Egidio (Giles) de Ferrara (ca. 1310–1323) (vorher Patriarch von Grado)
- Otto von Sala, O.P. (1323–1325) (vorher Erzbischof von Pisa)
- Juan (III.), Infant von Aragon (1328–1334) (auch Erzbischof von Toledo)
- Guillaume de Chanac (1342–1348) (vorher Bischof von Paris)
- Humbert von Viennois (1351–1355)
- Arnaud Bernard du Pouget (1361–1369)
- Jean de Cardaillac (1371–1390) (Avignonischer Patriarch)
- Johannes Walteri von Sinten (1393–1397) (Römischer Patriarch)
- Pierre Amely de Brunac (1386–1400) (Römischer Patriarch)
- Johann von Jenstein (1400)
- Simon de Cramaud (1391–1422) (Avignonischer Patriarch)
- Pietro Amelio (1400–1402?) (vorher Patriarch von Grado)
- Leonardo Dolfin (Leonardus Delfini) (1401–1402) (Römischer Patriarch)
- Ugo Roberti (1402–1409) (Römischer Patriarch)
- Pierre Amaury de Lordat (1409)
- Lancelotus de Navarra (1418–1422?)
- Giovanni Contareno (1422–1424)
- Pietro (1424–1428?)
- Vitalis de Mauléon (1429–1435)
- Giovanni Vitelleschi (1435–1440)
- Marco Condulmer (Marci Condolmer) (1444–1451?)
- Jean d’Harcourt (1451–1452)
- Arnaldo Rogerii de Palas (1453–1461)
- Pedro de Urrea (1462 – ?) (auch Erzbischof von Tarragona)
- Pedro González de Mendoza (1482–1495)
- Bernardino Caraffa (1498?–1501?)
- Diego Hurtado de Mendoza y Quiñones (1500–1502)
- Alfonso de Fonseca (Alonso de Fonseca y Acevedo) (1506–1508) (auch Erzbischof von Santiago de Compostela)
- Cesare Riario (1506–1540)
- Guido Ascanio Sforza di Santa Fiora (6. April 1541–20. Mai 1541)
- Ottaviano Maria Sforza (1541–1550?)
- Julius Gonzaga (23. Mai 1550–1550)
- Cristoforo Guidalotti Ciocchi del Monte (Christophoro del Monte) (1550–1551)
- Jacques Cortès (1552–1566) (auch Bischof von Vaison)
- Fernando de Loazes (1566–1567)
- Alessandro Riario (1570–1585)
- Enrico Gaetani (1585–1587)
- Michel Bonelli, O.P. (1587–1598)
- Giovanni Battista Albano (1586–1588?)
- Camillo Gaetanus (1588–1599)
- Séraphin Olivier-Razali (1602–1604)
- Alexander de Sangro (1604–1633)
- Honoratus Caetani (1633–1647)
- Federico Borromeo der Jüngere (1654–1671)
- Alessandro Crescenzi (1671–1675)
- Aloysius Bevilacqua (1675–1680)
- Pietro Draghi Bartoli (1690–1710)
- Gregorio Giuseppe Gaetani de Aragonia (1695–1710)
- Carlo Ambrogio Mezzabarba (1719–1741)
- Filippo Carlo Spada (22. Januar 1742–8. Dezember 1742)
- (Girolamo) Hieronimo Crispi (1742–1746)
- Giuseppe Antonio Davanzati (1746–1755)
- Lodovico Agnello Anastasi (1755–1758)
- Francisco Mattei (1758–1794)
- Vakanz aufgrund der Anerkennung des Koptisch-katholischen Patriarchats von Alexandria[1]
- Daulo Augusto Foscolo (1847–1860) (auch Patriarch von Jerusalem)
- Paolo Angelo Ballerini (1867–1893) (auch Erzbischof von Mailand)
- Domenico Marinangeli (1893–1921)
- Paul Graf Huyn (1921–1946)
- vakant 1946–1950
- Luca Ermenegildo Pasetto (1950–1954)
- vakant 1954–1964 (1964 aufgelöst)